# Котіс I (цар одрисів)
Котіс I (д/н — 360 до н. е.) — володар Одриського царства в 383—360 роках до н. е.

## Життєпис
Син царя Севта II. Про дату народження та молоді роки нічого невідомо. 386 або 385 року до н. е. його батька було повалено родичем Гебрізелмом. У 384 або 383 роцідо н. е. Котіс в свою чергу скинув цього царя йзахопив владу. Продовжував традиційну політику Одриського царства, спрямоване на союз з Афінами. З цією метою Котіс I пошлюбив доньку афінського стратега Іфікрата, незабаром після чого афінянин стає другим після царя в керівництві військами.
Котіс I також змінює стосунки з трибаллами, з якими одриські володарі до того вели запеклі війні. Було укладено союз з Галом, вождем трибаллів Мезії. Спільно з останнім 376 року до н. е. цар одрисів здійснив напад на Абдери. Втім у 375 році до н. е. міжсоюзниками стається конфлікт. Однією з причин повстання було те, що трибаллів були позбавлені доступу до торгівлі з півднем, звідки приходили якісний крам, зокрема предмети розкоші. Котіс I зупинив завдати трибалам поразки. після цього відновив грецьку колонію Пісторіс.
У 366 році до н. е. відмовився підтримати повстання Аріобарзана, сатрапа Геллеспонтської Фригії, проти перського царя Артаксеркса II, оскільки 367 році Аріобарзан захопив місто Сест, яке Котіс I вважавзалежним від нього. 365 року до н. е. одриський цар здійснив похід проти союзної Афінам колонії Херсонес Фракійський. Спроби Іфікрата зупинити царя були марні. Афіняни на чолі із Тимофієм в свою чергу зайняли міста Сест і Криптот, а 362 року до н. е. підбурили повстання у Фракії проти влади Котіса I, яке очолив скарбник царя Мілтокит. Втім Іфікрат зумів підкупити Харідема, начальника посланих до Фракії афінських військ, і той допоміг придушити повстання. За це Котіс I видавза Харідема свою доньку.
У 361 році до н. е. Харідем повернувся до Афін з укладеним з Котісом I «вічним союзом» з Другим афінським морським союзом. Близько 360 року до н. е. цар зміг встановити владу на весь півострів Херсонес Фракійський (зокрема захопив в афінян місто Сест), що забезпечило вплив на торгівельні шляхи між Егейським морем і Понтом. Це спонукало влади Афін на організацію вбивства царя Котіса I, здійснене того ж року Пифоном і Гераклідом з Енос (учнями Платона), що хитрістю проникли до царського палацу. По поверненню до Афін вбивці царя були оголошені поченсими громадянами Афін і отримали багату нагороду й золоті вінки.
Після загибелі Котіса I царство було розділене між синами царя — Керсеблептом (східна частина) і Берісадом (західна частина) та його стриєчний брат Амадоком II (центр царства).

## Характер
Згіднодавньогрецьким істориківмав військовіталанти, протебув нестриманий, коли зловживав вином. П'яним вчиняв різні дурощі та чинив насильство. Втім це могло бути наклепом афінян, з якими Котіс у другій період володарювання мав напружені стосунки, а то й військові конфлікти.